# Grantova zemlja
Grant Land je sjeverni dio otoka Ellesmere, Nunavut, Kanada. Smješten na sjevernoj obali, Cape Columbia. To je najsjevernija točka Kanade, samo 770 km od Sjevernog pola. Pearyjeva ekspedicija na Sjeverni pol 1909. s ovog se mjesta otisnula preko zaleđenog mora prema sjevernom polu.
Najviši vrh područja je na 3,353 m/nm.